# Kamionka (Dacharzów)
Kamionka – kolonia wsi Dacharzów w Polsce położona w województwie świętokrzyskim, w powiecie sandomierskim, w gminie Wilczyce.
W latach 1975–1998 część wsi administracyjnie należała do województwa tarnobrzeskiego.